# Альшванг, Арнольд Александрович
Арнольд Александрович Альшванг (20 сентября (2 октября) 1897, Киев — 28 июля 1960, Москва) — советский музыковед.

## Биография
Родился 20 сентября (по старому стилю) 1897 года в Киеве в семье харьковского (позже васильковского, 1904, и киевского, 1908) купца второй гильдии Александра Ароновича Альшванга (1866—?) и Ривки Лейзеровны Альшванг (1867—?). Отец был сыном гробинского мещанина (Курляндской губернии).
Обучался в киевском коммерческом училище. В 1914—1915 годах находился в ссылке в Олонецкой губернии за «непатриотичные высказывания».
Окончил Киевскую консерваторию (1920) как пианист (класс Генриха Нейгауза), затем (1922) как композитор (у Рейнгольда Глиэра и Болеслава Яворского). Доктор искусствоведения (1944).
В 1919—1921 годах руководил в Киеве военно-музыкальной школой. Преподавал в Киевской (1923—1925) и Московской (1930—1934) консерваториях. Альшванг Арнольд Александрович пробыл два года в ссылке (арестован по ложному обвинению) — отбывал срок сначала в Тобольске, затем на Кавказских Минеральных Водах и Оренбурге. После чего вернулся к музыкальной и педагогической деятельности.
Опубликовал книги о Клоде Дебюсси (1935), Александре Скрябине (1945), Чайковском (1959), посмертно издан сборник «Произведения К. Дебюсси и М. Равеля» (1963). В 1940 году в серии Жизнь замечательных людей выпустил книгу о Бетховене, затем (1952) переработал её в монографию, в 1963 году вышло её расширенное и дополненное издание (3-е изд. 1966, 4-е изд. 1971; эта книга вышла также в переводах на венгерский, эстонский, румынский и болгарский языки).